# Khumar Gadimova
Khumar Gadimova, cunoscută și sub numele de Xumar, (n. 26 aprilie 1966, Qazax⁠(d), Republica Sovietică Socialistă Azerbaidjană, URSS) este o cântăreață de estradă azeră, compozitoare, actriță, pianistă, regizoare și Artistă Emerită a Azerbaidjanului (2017).

## Discografie
1. Sən Fanisən
2. Ürəyim
3. Əziz Dostum
4. Onu Sevmə Deyirlər
5. Sarhoș Gibiyim
6. Artık Sevmeyeceğim
7. Dilbərim
8. Bilən Yoxdur
9. Yalan Deyil
10. Ruhunla Yașayacağam
11. Yalvara-Yalvara
12. Danıșdırma Məni
13. Bilinməz
14. Kərtənkələ Mənim Adım
15. Yoruldum
16. Unuda Bilmirəm
17. Dodaqlarımda Arzu
18. Qurban Olum
19. Sevgi Harayı
20. Yuxuma Gir
21. Mən Bir Duyğu Çələngiyəm
22. Hər Șey Bitdi
23. Yar Yar
24. Məni Dindirmə
25. Ay Qız, Kimin Qızısan?
26. Șükür ki, Ölməmișəm
27. Neynim
28. Səbəbi Sənsən
29. Ata
30. Bilmirəm
31. Səni Qəmli Görəndə
32. Didərginlər
33. Küsmərəm
34. Qəribədir, Deyilmi?
35. Allahım, Mən Nə Üçün Șair Doğuldum?
36. Yarama Duz Səpmə
37. Yarım Bilməz
38. Dustaq Bir Də Sevər Oldu
39. Rəssam
40. Azadlıq Həsrəti
41. Deyin
42. Qəmərim
43. Bir də Gəlməyəcək Mənimtək Qadın
44. Niyə Getdin? Niyə Döndün? Niyə Baxdın?
45. Çarə Getməkdir
46. Nazlı Ceyranım
47. Necə Dözüm Bu Dərdə Mən
48. Nə Ağırdır Mənim Eșqim
49. Günün Birində
50. Susma
51. Ruhum Toz Olmuș
52. O Dağ Məni, Bu Dağ Məni
53. Yandım Elə Yandım
54. Mənim Gülüm
55. Sevda
56. Yine Așk Kaynıyor
57. Səninçün
58. Așk Neylədi
59. Nerden Bileceksiniz
60. Tesbih
61. Dünya Heç Kimin
62. Gecələr
63. Yarım
64. Yağmur Ağlıyor
65. Ruhunla Yașayıram
66. Kertenkele Benim Adım
67. Məhəbbət Nəğməsi
68. Gəl İnad Etmə
69. Sənsiz Necə Yașayıram
70. Șușa
71. Küsmərəm
72. Sən və Mən
73. Gecə xəlvətcə bizə sevgili yar gəlmiș idi
74. Daha Səni Üzməyəcəm
75. Sən Oldun
76. Tanrım